# Chessable Masters

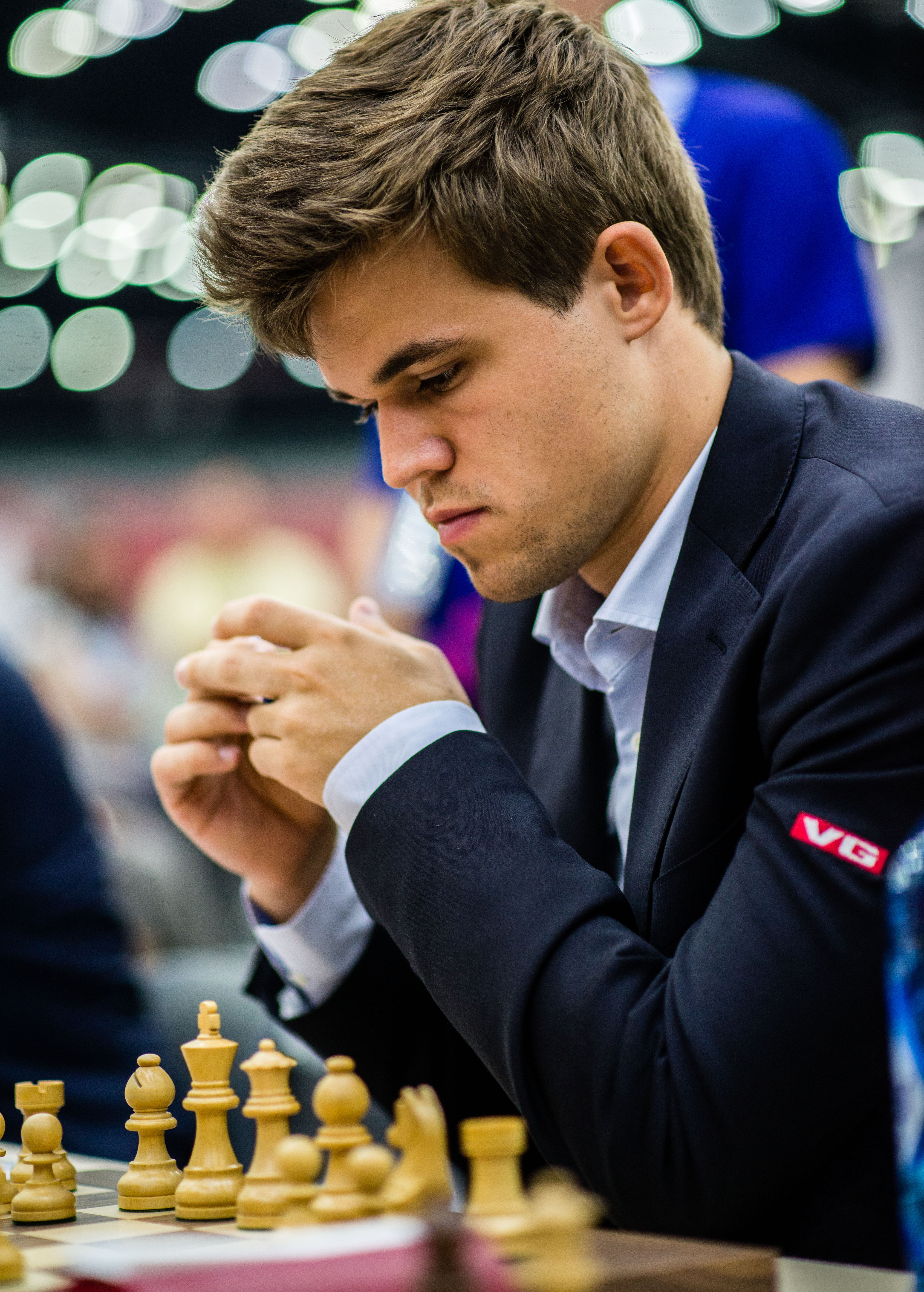
Организатор и победитель турнира Магнус Карлсен.

Chessable masters (рус. Шахматные мастера) — онлайн-турнир по быстрым шахматам на сайте chess24.com. Турнир привлёк внимание средств массовой информации как одно из немногих спортивных событий во время пандемии COVID-19.

## Описание
Проходил с 20 июня по 5 июля 2020 года. Помимо чемпиона мира по шахматам Магнуса Карлсена, организовавшего турнир, в нём приняли участие ещё одиннадцать лучших игроков. Турнир транслировался бесплатно на Chess24.com и комментировался на 10 языках. Для турнира был назначен призовой фонд в размере 150 000 долларов, из которых победитель получил 45 000 долларов. Время на обдумывание составляло 15 минут на партию плюс 10 секунд на каждый ход. Предложения ничьей до 40-го хода не допускались. Победителем стал организатор турнира, действующий чемпион мира по шахматам.